# Ettore Baldassarre
Ettore Baldassarre (Trani, 27 aprile 1883 – Marsa Matruh, 26 giugno 1942) è stato un generale italiano, veterano della guerra italo-turca e della prima guerra mondiale. Nel corso della seconda guerra mondiale fu comandante della 132ª Divisione corazzata "Ariete" e del XX Corpo d'armata corazzato, decorato con la Medaglia d'oro al valor militare alla memoria. Insignito anche della Croce di Ufficiale dell'Ordine militare di Savoia e di una Medaglia di bronzo al valor militare.

## Biografia
Nacque a Trani, provincia di Bari, il 27 aprile 1883, figlio di Michele e Amalia Manganaro Trasferitosi al seguito della famiglia a Messina, li vi conseguì la licenza liceale. Arruolatosi nel Regio Esercito, entrò come allievo ufficiale nella Regia Accademia Militare di Artiglieria e Genio di Torino, da cui uscì con il grado di sottotenente assegnato all'arma di artiglieria nel 1903. Promosso tenente nel 1905, fu assegnato in servizio al 3º Reggimento artiglieria da fortezza, frequentando successivamente la Scuola di applicazione d'arma a Torino, ottenendo nell'esame finale il più alto punteggio fino ad allora raggiunto. A partire dall'ottobre 1911 prestò servizio in Libia nel corso della guerra italo-turca, rientrando in Patria nell'ottobre 1912, promosso capitano a scelta e decorato con una Medaglia di bronzo al valor militare.
Nel novembre 1914 fu posto al comando del servizio aerostieri dell'arma di artiglieria, distinguendosi nel corso della prima guerra mondiale durante le battaglie sull'Isonzo,  sul Carso e sull'altipiano di Asiago. Promosso maggiore fu comandante di un gruppo di artiglieria pesante campale, ed al termine del conflitto era comandante dell'artiglieria della 3ª Armata, promosso tenente colonnello per meriti eccezionali.
Nel 1920 fu assegnato in servizio all'Ispettorato dell'artiglieria, compiendo numerosi studi sul tiro e sulla regolamentazione del tiro dei pezzi d'artiglieria, confluite nella compilazione delle Istruzioni di Artiglieria per i quali fu promosso colonnello per meriti eccezionali. Tra il 1931 e il 1933 fu comandante del 6º Reggimento artiglieria campale, e poi Commissario generale per le fabbricazioni di guerra. Il 1 gennaio 1935 fu promosso generale di brigata, assumendo il comando dell'artiglieria del Corpo d'armata di Milano. Il 30 giugno 1938 fu promosso generale di divisione, divenendo comandante della 58ª Divisione fanteria "Legnano" in sostituzione di S.A.R. il Duca di Bergamo. Dopo l'entrata in guerra del Regno d'Italia, avvenuta il 10 giugno 1940, assumeva quello della 132ª Divisione corazzata "Ariete" trasferita successivamente in A.S.I.. Dopo la riconquista della Cirenaica fu insignito della Croce di Ufficiale dell'Ordine militare di Savoia. Rientrò in Italia nel luglio 1941 per assumere le funzioni di Direttore superiore del Servizio Tecnico, incarico che lasciò nel marzo 1942 per assumere quello di comandante del XX Corpo d'armata corazzato in A.S.I., in sostituzione del generale Francesco Zingales
Mentre effettuava una ispezione sul fronte di Marsa Matruh rimase gravemente ferito nel corso di un bombardamento aereo. Trasportato in un posto di medicazione decedeva, poco dopo aver subito un'operazione per tentare di fermare la devastante emorragia, il 26 giugno 1942.

### Fonti
1. 1 2 3  Gruppo Medaglie d'oro al Valor Militare 1965, p. 40.
2. 1 2 3 4 5 6 7 8  Combattenti Liberazione.
3. 1 2 3 4 5 6  Digilander Libero.
4. ↑  Sito web del Quirinale: dettaglio decorato.
5. ↑  Registrato alla Corte dei conti l'11 settembre 1946, registro 17, foglio 351.